# Christian Goldbach
Christian Goldbach, född 18 mars 1690, död 20 november 1764, var en preussisk matematiker. 
Han föddes i Königsberg (nuvarande Kaliningrad), där hans far var pastor, och kom att studera juridik samt matematik. Goldbach reste runt i Europa där han träffade flera berömda matematiker som Gottfried Leibniz, Leonhard Euler och Nicholas I Bernoulli. Han blev professor och historiker vid den ryska akademin då den öppnade 1724, och reste 1728 till Moskva för att undervisa Peter den andre.
Goldbach gjorde insatser inom talteori, delvis i samarbete med Euler. Han är främst ihågkommen för Goldbachs hypotes, formulerad 1742 i ett brev till Euler, som säger att varje jämnt tal större än eller lika med 4 kan skrivas som summan av två primtal. Hypotesen är ett av de mest berömda olösta problemen inom matematiken.